# 小行星3869
小行星3869（英語：3869 Norton）是一颗围绕太阳公转的小行星。1981年5月3日，愛德華·鮑威爾在可可尼诺县发现了此天体。
这颗小行星的绝对星等为68.22648等。